# Rebecca Thoresen
Rebecca Thoresen (* 29. Januar 1978 in Melbourne, als Rebecca Brincat) ist eine ehemalige australisch/maltesische Basketballspielerin.

## Laufbahn
Die 1,78 Meter große Aufbau- und Flügelspielerin stand in ihrem Heimatland Australien in Diensten der Dandenong Rangers, der Kilsyth Cobras und von 1999 bis 2001 der Melbourne Tigers. 2001 wechselte sie nach Deutschland und verstärkte in der Damen-Bundesliga den SC Rist Wedel. In den Spielzeiten 2001/02 sowie 2002/03 war sie die beste Korbschützin der Bundesliga. Im Spieljahr 2003/04 lief sie zunächst für den österreichischen Bundesligisten Wels und dann für die Sheffield Hatters in England auf.
Anschließend spielte sie bei Perth Lynx in Australien, ehe sie im Laufe der Saison 2005/06 nach Deutschland zurückkehrte und bis Frühjahr 2006 für den BBV Leipzig in der Bundesliga spielte. 2006/07 lief die Australierin für NB Oberhausen in der Bundesliga auf.
2007 wechselte sie innerhalb der Bundesliga zum TSV 1880 Wasserburg, mit dem sie 2008, 2011, 2013, 2014, 2016 und 2017 Deutscher Meister sowie 2011, 2014, 2016 und 2017 Pokalsieger wurde. Mit Wasserburg trat sie zudem regelmäßig im Europapokal an. Zwischenzeitlich hatte sie aufgrund ihrer Schwangerschaft (die Tochter wurde im September 2014 geboren) pausiert, während der Saison 2015/16 neben Kurzeinsätzen in der Bundesliga vornehmlich in Wasserburgs zweiter Mannschaft in der 2. Bundesliga gespielt, ehe sie 2016 fest in die Bundesliga-Mannschaft zurückkehrte und noch bis zum Saisonende 2016/17 spielte.
Als Australierin mit maltesischem Pass lief Thoresen, die ihren Mädchennamen Brincat nach der Hochzeit mit ihrem aus Norwegen stammenden Mann Thomas abgab, in Länderspielen für Malta auf und nahm unter anderem an den „Spielen der kleinen Länder“ sowie den Mittelmeerspielen teil. 2008 gewann sie mit Malta die C-Europameisterschaft. Sie wurde zu Maltas Sportlerin des Jahres 2009 gewählt.
2018 gewann sie mit einer deutschen Ü40-Auswahl in Maribor die Europameisterschaft. 2019 wurde Thoresen mit der SG Neuburg/Rott/Neuötting deutsche Meisterin in der Wettkampfklasse Ü40. Thoresen wurde im Sommer 2021 beim TSV Wasserburg Co-Trainerin, Ende Januar 2022 rückte sie ins Amt der Cheftrainerin auf, verpasste mit dem TSV in der Saison 2021/22 aber den Klassenerhalt in der Bundesliga. Im Sommer 2022 betreute sie als Trainerin die deutsche Auswahl der Altersklasse Ü45, die bei der EM in Málaga Silber gewann. Im Dezember 2022 gab der TSV Wasserburg Thoresens Abschied vom Traineramt bekannt. Zu diesem Zeitpunkt war Wasserburg Tabellenletzter der 2. Bundesliga.
Als Spielerin wurde Thoresen 2024 mit der deutschen Auswahl Ü45-Europameisterin.